# Гърци и троянци се бият за тялото на Патрокъл
„Гърци и троянци се бият за тялото на Патрокъл“ (на френски: Les Grecs et les Troyens se disputant le corps de Patrocle and Grieken en Trojanen vechten om het lijk van Patroclus) е картина от белгийския художник и скулптор Антоан Вирц от 1836 г.
Картината е нарисувана с маслени бои върху платно и е с размери 395 x 703 cm. Творбите на Антоан Вирц, заедно с тези на Х. Лейс, представляват упадък на белгийските исторически картини, тъй като само имитират старите холандски майстори. Други варианти на картината са собственост на Кралския музей за изящни изкуства в Антверпен и Кралския музей за изящни изкуства на Белгия.
Картината е част от колекцията на Кралския музей за изящни изкуства на Белгия в Лиеж.